# Алмаз
„Алмаз“ е серия орбитални космически станции, разработени от ЦКБЕМ за изпълнение на задачи на Министерството на отбраната на СССР. Изстрелва се в орбита с помощта на ракетата-носител „Протон“. Обслужва се в транспортно отношение с космическия кораб ТКС, разработен по същата програма, както и по-рано разработения кораб „Союз“. Станциите за пилотиран режим получавали името „Салют“, в реда на гражданските станции ДОС. Общо са изстреляни 5 станции „Алмаз“ – пилотирани „Салют-2“, „Салют-3“, „Салют-5“ и автоматични модификации: „Космос 1870“ и „Алмаз-1“.

## История
Работата по създаването на станцията започва в средата на 60-те години на ХХ век. Станцията „Алмаз“ се разработва в „ОКБ-52“ под ръководството на конструктора Владимир Челомей. Основното и предназначение е фотографско и радиотехническо разузнаване и управление от космоса на наземни военни средства, заради което на станцията е монтиран телескоп-фотоапарат „Ахат-1“ и цял комплекс от голямофокусни фотокамери за наблюдение на Земята – общо 14 броя.
За защита от „спътници-инспектори“ и прехващачи на потенциални противници, а също така и евентуално използване на космическата совалка за отвличане от орбита на съветски орбитални станции, първото поколение станции е оборудвано с автоматично оръдие модел НР-23 (система „Щит-1“). Второто поколение е оборудвано с оръдие система „Щит-2“, състоящо се от две ракети клас „космос-космос“. Предположението за „похищение“ се базирало на размерите на товарния отсек на совалката, товароносимостта - които са близки до размерите и масата на станцията.
Предвиждало се преминаването на станции „Алмаз“ – второ поколение във вариант с 2-ри скачващ възел или възвръщаем апарат от „ТКС“. Работата по пилотираната станция „Алмаз“ е прекратена през 1978 г. и ЦКБМ продължава разработката на станцията в безпилотен вариант „Алмаз-Т“.

## Пилотирани станции

### ОПС-1 (Салют-2)
ОПС-1 е изстреляна на 4 април 1973 г. Изстреляна е успешно, но поради повреда прекарва само 54 дни в космоса. Свалена е от орбита на 28 май 1973 година.

### ОПС-2 (Салют-3)
OПС-2, обявена като Салют-3, е изстреляна на 25 юни 1974 г. Екипажът на кораба „Союз 14“ прекарва 15 дни на борда на станцията през юли 1974 г. Стартиралата втора експедиция (Союз 15) към OПС-2 през август 1974 г., поради повреда в системата за скачване не успява да се скачи със станцията. Станцията успешно е свалена от орбита на 24 януари 1975 г.

### ОПС-3 (Салют-5)
ОПС-3 стартира на 22 юни 1976 г. и остава в космоса до 8 август 1977 г. На борда на станцията работят екипажите на Союз 21 и Союз 24 в продължение на общо 67 дни. Мисията на Союз 23, не успява да се скачи със станцията.

### ОПС-4
Станцията ОПС-4 е трябвало да бъде оборудвана с радар Mech-A и екипажът да пристигне с корабът ТКС. Впоследствие е добавен и втори скачващ възел. Заменено е и оръдието за самоотбрана. Станцията не е летяла до отмяната на програмата през 1980 г..

## Алмаз-Т (безпилотни) мисии

### Алмаз-Т
Подготвена за старт още през 1981 г., автоматичната станция ОПС-4 „пролежава“ в един от цеховете на монтажно-изпитателния корпус на космодрума „Байконур“ няколко години. Тази задръжка не е свързана по никакъв начин с работите по „ОПС“. На 19 октомври 1986 г. е предприет опит за изстрелване на тази станция под името „Алмаз-Т“. Изстрелването е неуспешно поради повреда в ракетата-носител „Протон“ – неразделяне на първата и втората степен.

### Космос-1870
На 18 юли 1987 г. е изстрелян успешно втория космически кораб, автоматичен вариант на ОПС „Алмаз“, който получава името „Космос-1870“. Висококачествените радиолокациони изображения на земната повърхност (с резолюция до 25 метра), получени от спътника, са използвани в интерес на отбраната и икономиката на СССР. Космическият апарат функционира в продължение на около две години, слиза от орбита на 30 юли 1989 г.

### Алмаз-1
На 31 март 1991 г. успешно е изведен в орбита модернизирания автоматичен вариант на ОПС със значително подобрени характеристики на бордната апаратура с името „Алмаз-1“. Впоследствие се установява, че има технически проблем с едната антена, предназначена за препредаване на изображения чрез спътника „Луч“. Също така един от слънчевите панели не успява да се разгърне напълно, оставяйки радара на космическия кораб частично блокиран. След 18 месеца успешна работа на „Алмаз-1“ е свален от орбита на 17 октомври 1992 г. над Тихия океан.

### Алмаз-2
Автоматичната станция „Алмаз-2“ е оборудвана с нов радар, работещ с резолюция от 5 до 7 м. В допълнение, оптико-електронното оборудване на станцията е било в състояние да предостави изображения с резолюция от 2.5 – 4 м. Апаратът не е изведен в орбита поради тежкото състояние на икономиката след разпадането на СССР и прекратяване на работите по програмата.

## Технически характеристики
| Стартова маса            | 18,9 т  |
| Обща дължина             | 11,61 м |
| Максимален диаметър      | 4,15 м  |
| Вътрешен херметичен обем | 90 м³   |